# Ореховно (Мошенской район)
Оре́ховно — деревня в Мошенском муниципальном районе Новгородской области, административный центр Ореховского сельского поселения.

## Расположение
Деревня расположена на берегу Ореховского озера.

## История
Первое упоминание об Ореховне встречается в Писцовой книге Бежецкой пятины 1564 года, а в аналогичном документе 1581 года говорится уже о «Михайловском погосте в Ореховне».
Весной 1918 года в Ореховской волости установилась советская власть, в том же году был образован Ореховский волостной коллектив сочувствующих РКП(б).
С 1 января 1927 года по 20 сентября 1931 года в составе Боровичского округа Ленинградской области существовал Ореховский район с центром в усадьбе Климково.

## Население
| 2010 |
| ---- |
| 341  |

- 1782 — село Ореховское — 20 дворов, 103 жителя (59 мужчин, 44 женщины)
- 1880 — село Ореховно (Заболотье) — 33 двора, 59 жилых построек, 142 жителя (69 мужчин, 73 женщины)
- 1911 — село Ореховно — 40 дворов, 50 жилых построек, 238 жителей (108 мужчин, 130 женщин)[5]

## Предприятия и организации
- МУСХП «Колос»
- Школа
- Детский сад
- Отделение почтовой связи

## Достопримечательности
- Здание церкви, построенной А. М. Литьиновой (1807) — сейчас в нём расположен Дом культуры.
- Здание школы, построенной И. П. Дараганом (1903—1904).
- Здание усадьбы И. П. Дарагана (конец XIX века) - бывшая больница и аптечный пункт